# 페이지보이

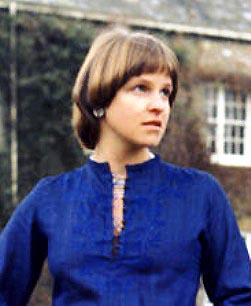
1970년대 중반의 페이지보이 헤어컷 예

페이지보이(pageboy 또는 page boy)는 중세 후기 페이지 (시종)의 머리 모양으로 여겨지는 헤어스타일의 이름을 딴 것이다. 귀 아래까지 곧은 털이 늘어져 있는데, 보통 귀 아래로 향한다. 앞머리에 프린지(앞머리)가 있는 경우가 많다. 이 스타일은 1970년대 중후반과 1980년대에 유행했다.

## 같이 보기
- 단발
- 볼 컷
- 히메컷